# Interruzione di gravidanza in Portogallo
Le leggi sull'aborto in Portogallo sono state liberalizzate a partire dal 10 aprile del 2007, consentendo così la procedura su richiesta se la gravidanza di una donna non ha superato la decima settimana di gestazione; viene mantenuto un periodo di attesa di tre giorni per eseguire gli aborti.

## Descrizione
Il presidente del Portogallo Aníbal Cavaco Silva ha sottoposto a ratifica la legge che autorizza l'aborto terapeutico, raccomandando nondimeno che dovrebbero essere prese misure per garantire che l'aborto sia effettivamente l'ultima risorsa disponibile.
Nonostante la liberalizzazione delle leggi, nell'atto pratico, molti medici si rifiutano di eseguire aborti (essendone autorizzati in virtù di una clausola relativa all'obiezione di coscienza) poiché il Portogallo rimane un paese in cui la tradizione cattolica ha ancora un'influenza significativa.
Gli aborti nelle fasi successive sono consentiti solamente per ragioni specifiche, come rischi per la salute della donna, violenza sessuale e altri crimini sessuali o malformazioni fetali accertate; con restrizioni che aumentano gradualmente a 12, 16 e 24 settimane.

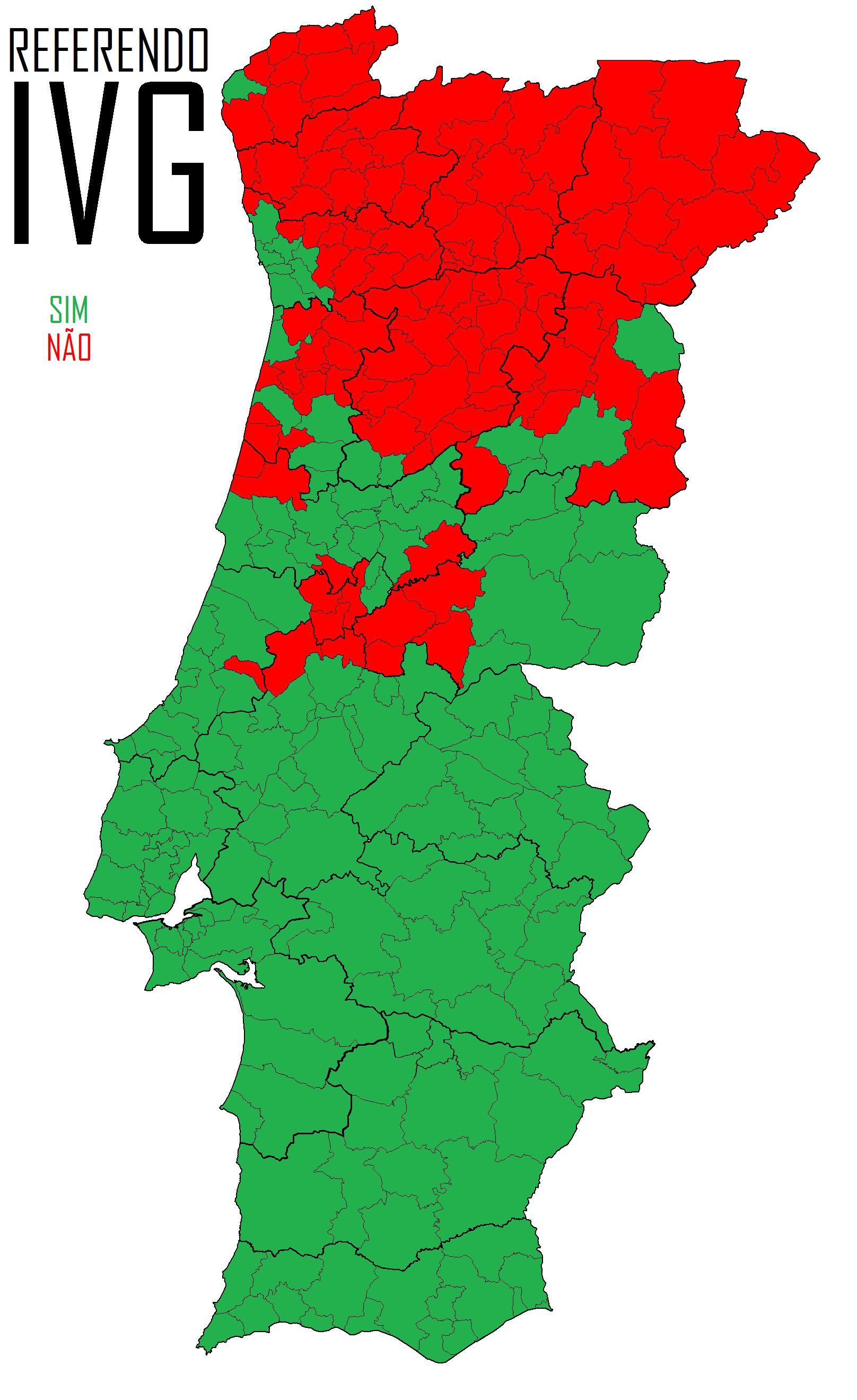
Risultati del referendum del 2007, in verde i favorevoli

La proposta è stata controfirmata in legge dopo un referendum svoltosi nel febbraio del 2007 il quale ha dato esito positivo con una maggioranza favorevole alla legalizzazione. Prima dell'aprile del 2007 l'aborto era regolato dalla legge 6/84 e dalla 90/97 ed era fortemente limitato, consentito soltanto per motivi di salute, stupri, crimini sessuali e chiare e definitive malformazioni fetali.
Sebbene in quello stesso periodo le leggi relative all'interruzione di gravidanza fossero relativamente simili a quelle della vicina Spagna, in pratica la legge ricevette un'interpretazione molto più severa in Portogallo e pertanto riuscire ad ottenere un aborto legale era piuttosto difficoltoso.
Un precedente referendum svoltosi nel giugno del 1998 non riuscì a liberalizzare la legge sull'aborto a causa di uno stretto margine di voti contrari. A partire dal 2010 il tasso di aborto era di 9,0 aborti per 1000 donne di età compresa tra i 15 e i 44 anni.
Nel febbraio del 2016 l'Assemblea della Repubblica ha annullato il precedente veto di Anibal Cavaco Silva e ha ufficialmente invertito una legge che istituiva una preventiva consulenza obbligatoria e pagamenti medici per le donne che cercavano un aborto attraverso il servizio di sanità pubblica la quale era stata frettolosamente avanzata dal precedente governo conservatore quando era già in pausa prima delle elezioni dell'ottobre 2015 e non aveva quindi più alcun potere di emanare alcuna legislazione.
Il presidente ha firmato il progetto di legge in data 19 febbraio del 2016.